# Борисовский Мост (село, Приморский край)
Бори́совский Мост — село в Уссурийском городском округе Приморского края России. Входит в состав Борисовской сельской территории.

## География
Село расположено в 2 км от Борисовки и в 1 км от села ДЭУ-196.

## История
Село основано в 1936 году при строительстве моста через реку Раздольная, недалеко от её берегов.

## Население
| 2010 |
| ---- |
| 14   |

По данным переписи 2010 года в Борисовском Мосту проживало 14 человек (10 мужчин и 4 женщины). 

## Улицы
Единственная улица села — переулок Мостовой.